# Elaeomyrmex coloradensis
Elaeomyrmex coloradensis är en myrart som beskrevs av Carpenter 1930. Elaeomyrmex coloradensis ingår i släktet Elaeomyrmex och familjen myror. Inga underarter finns listade i Catalogue of Life.